# Novo Selo (Pozsega)
Novo Selo (1910 és 1991 között Novo Selo Požeško) falu Horvátországban, Pozsega-Szlavónia megyében. Közigazgatásilag Pozsegához tartozik.

## Fekvése
Pozsegától 2 km-re nyugatra, a Pozsegai-medencében, az Orljava jobb oldali mellékvize a Bukovica-patak partján, a Pozsegáról Pakrácra és Nova Gradiškára vezető főút mentén, Završje és Pozsega között fekszik.

## Története
A település neve ellenére már a török korban is létezett, amikor katolikus horvátok lakták. 1698-ban „Novozelo” néven 11 portával szerepel a török uralom alól felszabadított szlavóniai települések összeírásában. 1702-ben 16, 1746-ban 20, 1762-ben 39 ház állt a településen.
Az első katonai felmérés térképén „Dorf Novo Szello” néven látható. Lipszky János 1808-ban Budán kiadott repertóriumában „Novoszello” néven szerepel. Nagy Lajos 1829-ben kiadott művében „Novoszello” néven 35 házzal, 259 katolikus vallású lakossal találjuk.
1857-ben 160, 1910-ben 233 lakosa volt. 1910-ben a népszámlálás adatai szerint lakosságának 99%-a horvát anyanyelvű volt. Pozsega vármegye Pozsegai járásának része volt. Az első világháború után 1918-ban az új szerb-horvát-szlovén állam, majd később (1929-ben) Jugoszlávia része lett. 1991-ben lakosságának 88%-a horvát, 5%-a szerb nemzetiségű volt. A településnek 2001-ben 432 lakosa volt.

## Lakossága
| Lakosság változása | Lakosság változása | Lakosság változása | Lakosság változása | Lakosság változása | Lakosság változása | Lakosság változása | Lakosság változása | Lakosság változása | Lakosság változása | Lakosság változása | Lakosság változása | Lakosság változása | Lakosság változása | Lakosság változása | Lakosság változása |
| ------------------ | ------------------ | ------------------ | ------------------ | ------------------ | ------------------ | ------------------ | ------------------ | ------------------ | ------------------ | ------------------ | ------------------ | ------------------ | ------------------ | ------------------ | ------------------ |
| 1857               | 1869               | 1880               | 1890               | 1900               | 1910               | 1921               | 1931               | 1948               | 1953               | 1961               | 1971               | 1981               | 1991               | 2001               | 2011               |
| 160                | 195                | 161                | 183                | 218                | 233                | 221                | 245                | 237                | 231                | 261                | 286                | 393                | 439                | 414                | 432                |